# Naomi Cavaday
Naomi Kathleen Cavaday (* 24. April 1989 in Bexley, London Borough of Bexley) ist eine ehemalige britische Tennisspielerin.

## Karriere
Cavaday gewann in ihrer Karriere sechs Einzel- und zwei Doppeltitel bei ITF-Turnieren.
Bei den Wimbledon Championships ist sie dreimal im Einzel, viermal im Doppel und einmal im Mixed angetreten, sie kam jedoch nie über die erste Runde hinaus.
2007 absolvierte sie drei Einzelpartien für die britische Fed-Cup-Mannschaft, die sie alle verloren hat.
Seit August 2015 ist Cavaday auf der Damentour nicht mehr angetreten; von November 2010 bis Juni 2014 hatte sie eine längere Pause eingelegt.

## Turniersiege

### Einzel
| Nr. | Datum              | Turnier             | Kategorie   | Belag             | Finalgegnerin      | Ergebnis      |
| --- | ------------------ | ------------------- | ----------- | ----------------- | ------------------ | ------------- |
| 1.  | 6. November 2005   | Pune                | ITF $10.000 | Hartplatz         | Isha Lakhani       | 6:4, 6:1      |
| 2.  | 18. März 2007      | Orange              | ITF $25.000 | Hartplatz         | Karin Knapp        | 6:1, 6:1      |
| 3.  | 2. Mai 2010        | Brescia             | ITF $25.000 | Sand              | Andrea Hlaváčková  | 6:2, 6:4      |
| 4.  | 28. September 2014 | Scharm asch-Schaich | ITF $10.000 | Hartplatz         | Ana Veselinović    | 6:4, 6:4      |
| 5.  | 26. Oktober 2014   | Stockholm           | ITF $10.000 | Hartplatz (Halle) | Tayisiya Morderger | 7:63, 6:4     |
| 6.  | 2. November 2014   | Stockholm           | ITF $10.000 | Hartplatz (Halle) | Margarita Lasarewa | 5:7, 6:3, 6:3 |

### Doppel
| Nr. | Datum        | Turnier      | Kategorie      | Belag     | Partnerin              | Finalgegnerinnen                      | Ergebnis          |
| --- | ------------ | ------------ | -------------- | --------- | ---------------------- | ------------------------------------- | ----------------- |
| 1.  | 3. März 2009 | Johannesburg | ITF $100.000+H | Hartplatz | Lessja Zurenko         | Kristína Kučová Anastasija Sevastova  | 6:2, 2:6, [11:9]  |
| 2.  | 2. Mai 2010  | Brescia      | ITF $25.000    | Sand      | Anastassija Piwowarowa | Iryna Kurjanowitsch Walerija Sawinych | 6:3, 6:75, [10:8] |